# 鶴見事故
鶴見事故（日语：鶴見事故）是1963年發生在日本的一起嚴重火車事故。事故造成161人死亡，120人受傷。此事故為日本國鐵戰後五大事故之中，陸上的事故死亡人數最多的。
由於在同一日，日本福岡縣大牟田市的三井三池煤礦發生了爆炸事件，造成458人死亡，839人一氧化碳中毒受傷，該日在日本因而被稱為「血染的星期六」（血塗られた土曜日）或「魔鬼星期六」（魔の土曜日）。

## 事故經過
1963年11月9日21:40（當地時間）左右，日本國鐵東海道本線鶴見車站與新子安車站之間（神奈川縣橫濱市鶴見區），一列45節車廂，延遲4分鐘的2365次貨運列車（EF15型電力機車牽引）的第43、第44、第45節突然出軌，阻擋了旁邊的鐵軌。
之後，一輛前往東京（上行）的橫須賀線客運電車以約90km/h速度撞上貨運列車，客運電車12節車廂的頭3節出軌。出軌的上行客運電車又從側面撞上另一輛從東京出發（下行）的客運電車（該列車由於先前已發現高架電纜異常而開始減速）12節車廂的第4節，使下行客運列車的第4、第5節車廂嚴重受損。上行客運列車的先頭車因受後方車廂推擠，打橫後插入並衝至下行客運列車的第5節車廂的上方後才停止。事故造成161人死亡，120人受傷。

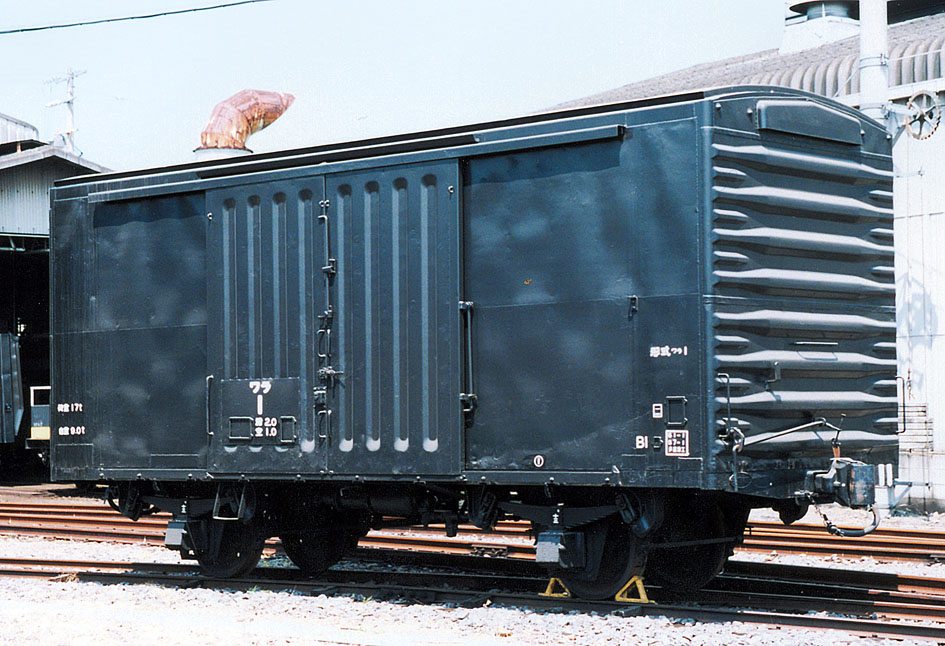
事故中出軌貨車的同型車

## 事故後
事故後日本國鐵開始進行相關研究（由於當時有大量的脫軌事故發生）。1976年，利用改線後廢線的根室本線狩勝峠路段（狩勝實驗線）進行試驗，實驗後進行護軌設置，2軸貨車改良和車輪踏面的改善。

## 當日其它事故
在當日，福岡縣發生了三井三池煤礦爆炸，造成458人死亡。該日在日本被稱為「血染的星期六」（血塗られた土曜日）或「魔鬼星期六」（魔の土曜日）。